# Pretoria
Pretoria ist eine Stadt im Norden der Republik Südafrika. Sie ist die exekutierende Hauptstadt des Landes. Zudem besitzen auch die Städte Kapstadt (mit dem Sitz des Parlamentes sowie dem halbjährigen Sitz der Regierung von Januar bis Juni) und Bloemfontein (mit dem Sitz des obersten Berufungsgerichts – dem „Supreme Court of Appeal“) weitere Hauptstadtfunktionen.
Pretoria liegt im nördlichen Teil der Provinz Gauteng und ist seit dem Jahr 2000 das Zentrum der Metropolgemeinde City of Tshwane Metropolitan Municipality. 2005 gewann die Metropolgemeinde den LivCom-Award in der Kategorie E (über 750.000 Einwohner) und durfte sich in jenem Jahr als „lebenswerteste Stadt der Welt“ bezeichnen.

## Name der Stadt und dessen Aussprache
afrikaans Pretoria [prəˈtʊə̯riɑ]
südafrikanisches Englisch Pretoria [prəˈtoːriə]
Setswana Tshwane [ˈʦʰwaːne], Pitoria [pˀiˈtˀoˈriːja]
Nord-Sotho Tshwane [ˈʦʰwaːne]
zulu iPitoli [ipˀiˈtˀoːli]
isiXhosa iTswani [iˈʦˀɔ̯aːni], iPitoli [ipˀiˈtˀoːli]
Süd-Ndebele iPitori [ipˀiˈtˀoːri]
Sesotho Pitoriya [pˀiˈtˀoˈriːja]
Siswati iPitoli [ipˀiˈtˀoːli]
Tshivenda Tswane [ˈʦʰwaːne]
Xitsonga Pitori [piˈtoːri]

## Geographie

### Lage
Pretoria liegt im Nordosten des Landes in der Provinz Gauteng, etwa 56 Kilometer nördlich von Johannesburg. Die Stadt liegt in einem warmen, geschützten und fruchtbaren Tal, das von der Kette der Magaliesberge umgeben ist, in etwa 1370 Meter Höhe über dem Meeresspiegel.

### Verwaltungsbezirke
Die City of Tshwane Metropolitan Municipality (CTMM) wurde am 5. Dezember 2000 als Zusammenschluss mehrerer Gemeinden des Großraums Pretoria gegründet.
Die CTMM umfasst ein großes Ballungsgebiet mit den Städten Pretoria, Centurion, Akasia sowie die weiter außerhalb liegenden Orte Mabopane, Soshanguve, Atteridgeville, Ga-Rankuwa, Winterveld, Hammanskraal, Temba, Pienaarsrivier, Crocodile River und Mamelodi. Die Gesamtfläche der Metropolgemeinde Tshwane beträgt 2.199 km².

### Klima
Pretoria hat ein subtropisches Höhenklima (Klimaklassifikation nach Köppen und Geiger: Cwa). Die Sonne scheint an durchschnittlich 300 Tagen im Jahr. Die Wintermonate sind mit unter 20 mm Niederschlag trocken; im Winter fallen die monatlichen Tiefsttemperaturen auf bis unter 5 °C und gelegentlich unter dem Gefrierpunkt, die Höchsttemperaturen erreichen um 20 °C. Die Sommermonate sind mit Regenmengen um 100 mm recht feucht; die mittleren Höchstwerte steigen im Sommer auf fast 30 °C, die Tiefstwerte sinken kaum unter 15 °C.
|                       | Jan  | Feb  | Mär  | Apr  | Mai  | Jun  | Jul  | Aug  | Sep  | Okt  | Nov  | Dez  |   |      |
| Mittl. Tagesmax. (°C) | 28,5 | 28,0 | 26,9 | 24,1 | 21,8 | 18,9 | 19,5 | 22,1 | 25,5 | 26,6 | 27,0 | 28,0 | ⌀ | 24,7 |
| Mittl. Tagesmin. (°C) | 17,8 | 17,3 | 16,1 | 12,6 | 8,2  | 4,8  | 4,8  | 7,6  | 11,9 | 14,4 | 15,8 | 16,8 | ⌀ | 12,3 |
|                       |      |      |      |      |      |      |      |      |      |      |      |      |   |      |
| Niederschlag (mm)     | 135  | 76   | 79   | 54   | 13   | 7    | 3    | 5    | 20   | 73   | 100  | 108  | Σ | 673  |
|                       |      |      |      |      |      |      |      |      |      |      |      |      |   |      |
| Sonnenstunden (h/d)   | 8,4  | 8,4  | 8,2  | 8,2  | 9,1  | 9,0  | 9,3  | 9,5  | 9,5  | 8,9  | 8,5  | 8,8  | ⌀ | 8,8  |
|                       |      |      |      |      |      |      |      |      |      |      |      |      |   |      |
| Regentage (d)         | 11   | 8    | 8    | 5    | 2    | 1    | 1    | 1    | 2    | 6    | 9    | 11   | Σ | 65   |
|                       |      |      |      |      |      |      |      |      |      |      |      |      |   |      |
| Luftfeuchtigkeit (%)  | 62   | 63   | 63   | 63   | 56   | 54   | 50   | 45   | 44   | 52   | 59   | 61   | ⌀ | 56   |

| 17,8 |

| 17,3 |

| 16,1 |

| 12,6 |

| 8,2 |

| 4,8 |

| 4,8 |

| 7,6 |

| 11,9 |

| 14,4 |

| 15,8 |

| 16,8 |

| 17,8 |

| 17,3 |

| 16,1 |

| 12,6 |

| 8,2 |

| 4,8 |

| 4,8 |

| 7,6 |

| 11,9 |

| 14,4 |

| 15,8 |

| 16,8 |

### Flora

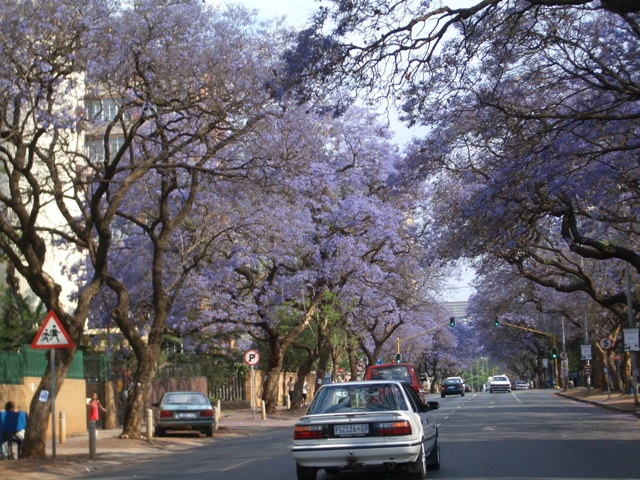
Blühende Jacaranda-Bäume in Pretorias Innenstadt

Bekannt ist Pretoria für die ursprünglich aus dem tropischen Teil Südamerikas stammenden 70.000 Jacaranda-Bäume (Jacaranda mimosifolia), die viele Straßen im Stadtgebiet säumen, aber auch in anderen Teilen des südlichen Afrika heimisch geworden sind. Im Frühjahr (ab Oktober) prägen ihre malvenfarbenen Blüten das Stadtbild. Auf Afrikaans trägt Pretoria deshalb auch den Beinamen Jakarandastad.
Die ersten beiden Jacaranda-Bäume pflanzte der Gärtner J. D. Cilliers 1888 in seinem im Stadtteil Sunnyside gelegenen Garten. Ein Kapstädter Baumzüchter hatte die Bäumchen aus dem brasilianischen Rio de Janeiro eingeführt und an Cilliers weitergereicht. Heute stehen diese beiden Bäume auf dem Gelände einer Grundschule, der Laerskool Sunnyside.
Gegen Ende des 19. Jahrhunderts führte der Pflanzenzüchter James Clarke Jacarandasamen aus Australien nach Südafrika ein, um Jacaranda-Bäume in größerem Umfang zu kultivieren. Zweihundert kleine Bäume machte er dem Gemeinderat von Pretoria im November 1906 zum Geschenk, der sie in der damaligen Kochstraat (heute Bosmanstraat) anpflanzen ließ. Der städtische Ingenieur Walton Jameson (später bekannt als Jacaranda Jim) fand Gefallen an den Bäumen und initiierte ein Programm, mit dem die Anpflanzung von Jacarandas als Straßenbäumen auf das gesamte Stadtgebiet ausgedehnt wurde. 1971 gab es bereits 55.000 Jacaranda-Bäume in Pretoria.
Die meisten der Jacarandas im Stadtgebiet tragen malvenfarbige Blüten, mit Ausnahme der weiß blühenden Bäume, die entlang der Herbert Bakerstraat im Stadtteil Groenkloof angepflanzt wurden.
Zwischen 1939 und 1964 feierte die Bevölkerung Pretorias jährlich den „Jacaranda-Karneval“. Nach einer längeren Unterbrechung besann man sich 1985 wieder auf diese Tradition. Seither findet ein Fest mit farbenfrohen Umzüge statt, dessen Höhepunkt die Wahl der „Jacaranda-Königin“ bildet.

## Geschichte

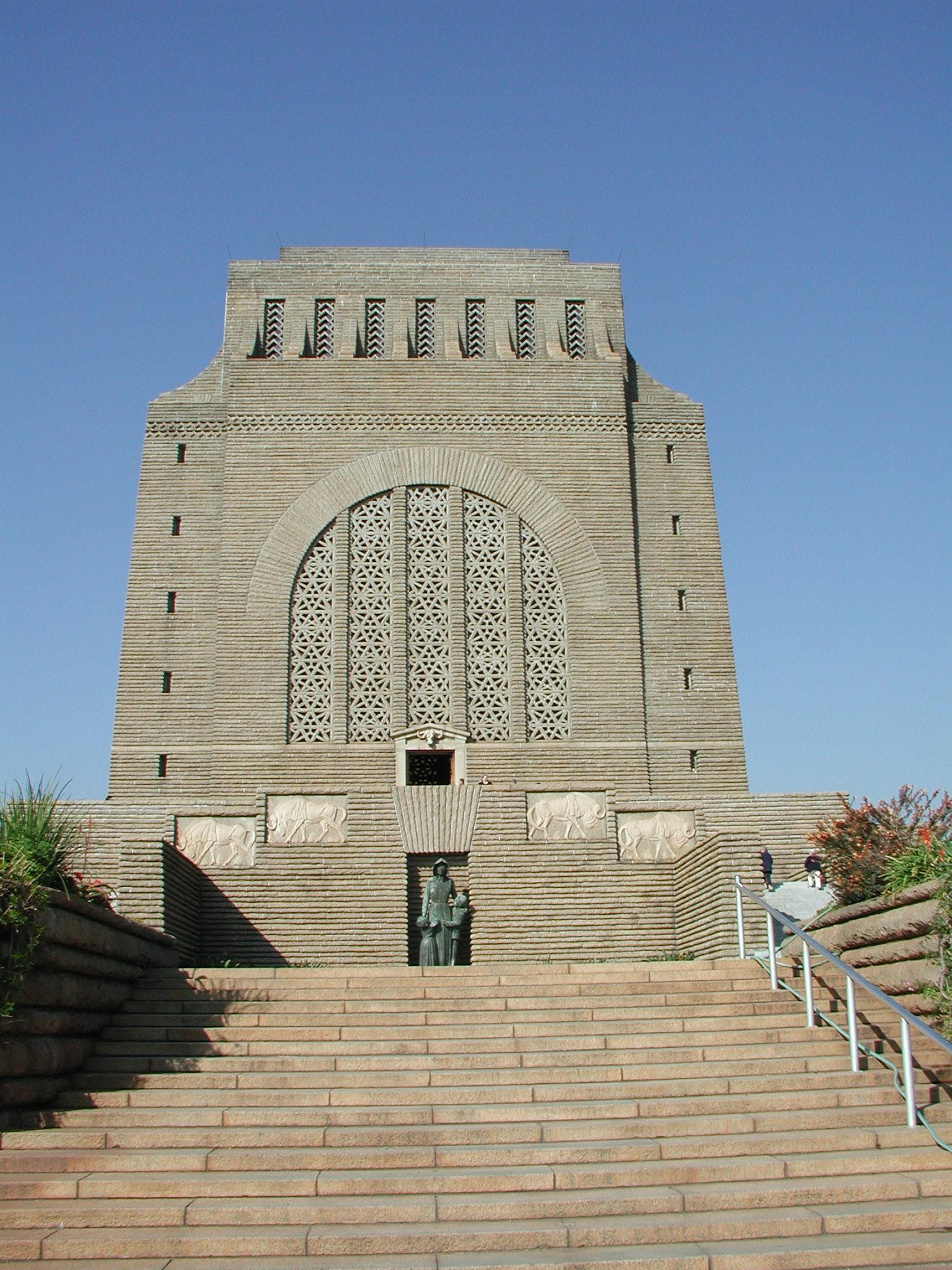
Das Voortrekkerdenkmal

Nguni-sprechende Siedler, die später unter dem Namen Ndebele und Matabele bekannt wurden (abgeleitet von Sesotho: Flüchtling), waren wahrscheinlich die ersten Bewohner, die die Lage und Fruchtbarkeit des Flusstals, das später der Ort der Stadt Pretoria wurde, erkannten und dieses besiedelten. Der Fluss wurde nach einem ihrer Häuptlinge Tshwane genannt (vom Ndebele-Wort für „kleiner Affe“); er erhielt später den Afrikaans-Namen Apiesrivier. Während der Zulu-Herrschaft im späteren Natal zogen unter der Führung von General Mzilikazi noch mehr Menschen in dieses Gebiet, da sie im Zuge der Mfecane von dem Zulu-Oberhaupt Shaka in die Flucht getrieben worden waren.
Das heutige Pretoria wurde im Jahr 1855 von Marthinus Wessel Pretorius gegründet, der die Stadt nach seinem Vater Andries Pretorius benannte. Dieser Pretorius, ein General der Voortrekker, wurde unter den Buren als Volksheld verehrt, da er die Zulu in der Schlacht am Blood River vernichtend geschlagen hatte. Pretoria wurde bald darauf, 1860, anstelle der Stadt Potchefstroom zur Hauptstadt der Südafrikanischen Republik (später Transvaal). Um 1863 bestand der Ort aus etwa 50 bis 60 Gebäuden und 300 Einwohnern, unter ihnen viele Deutsche und Deutschstämmige. Die Ernennung Pretorias als Hauptstadt von Transvaal markiert das Ende des Großen Trecks, des burischen Fortzugs aus der Kapkolonie im 19. Jahrhundert.
Während des Ersten Burenkriegs wurde die Stadt von britischen Einheiten von Dezember 1880 bis März 1881 belagert. Der Krieg endete am 3. August 1881 mit der Unterzeichnung des Friedens von Pretoria und der Unabhängigkeit Transvaals.
Der Zweite Burenkrieg (1899–1902) besiegelte das Ende der unabhängigen Burenrepubliken und markierte den Beginn der britischen Vorherrschaft in Südafrika. Während dieses Krieges wurde Winston Churchill im Gefängnis von Pretoria inhaftiert, ihm gelang aber die Flucht nach Mosambik. Pretoria wurde erneut von britischen Streitkräften unter der Führung von Frederick Sleigh Roberts belagert. Der Burenkrieg endete in Pretoria mit der Unterzeichnung des Friedensvertrags von Vereeniging am 31. Mai 1902.
Die Burenrepubliken Transvaal und Oranje-Freistaat wurden im Jahr 1910 mit der Kapkolonie und Natal zur Südafrikanischen Union vereinigt. Pretoria wurde die Hauptstadt des gesamten Südafrika, Kapstadt wurde zum Sitz der Legislative bestimmt. Bis 1994 war Pretoria auch die Hauptstadt der Provinz Transvaal. Am 14. Oktober 1931 wurde Pretoria das Stadtrecht verliehen. Als Südafrika im Jahr 1961 eine Republik wurde, blieb die Stadt die offizielle Hauptstadt.
Der Stadtteil Marabastad wurde bis 1920 teilweise abgerissen; ab 1945 wurden fast alle Bewohner vertrieben und nach ethnischen Gruppen aufgeteilt. In den 1960er und 1970er Jahren wurde der Stadtteil Lady Selborne, in dem es keine Rassentrennung gab, zwangsweise geräumt und abgerissen.
Im Jahr 2000 wurde Pretoria Teil der neu gegründeten City of Tshwane Metropolitan Municipality. Am 8. März 2005 stimmte der Stadtrat dem Antrag zu, Pretoria in Tshwane umzubenennen. Jedoch ist dieser Beschluss nicht rechtskräftig. Insbesondere die Lobbygruppe AfriForum wehrt sich gegen die Umbenennung. Im August 2007 wurde vom südafrikanischen Rat für geografische Namen (South African Geographical Names Council (SAGNC)) nochmals bestätigt, dass Pretoria seinen Namen behalten werde.

## Bevölkerung

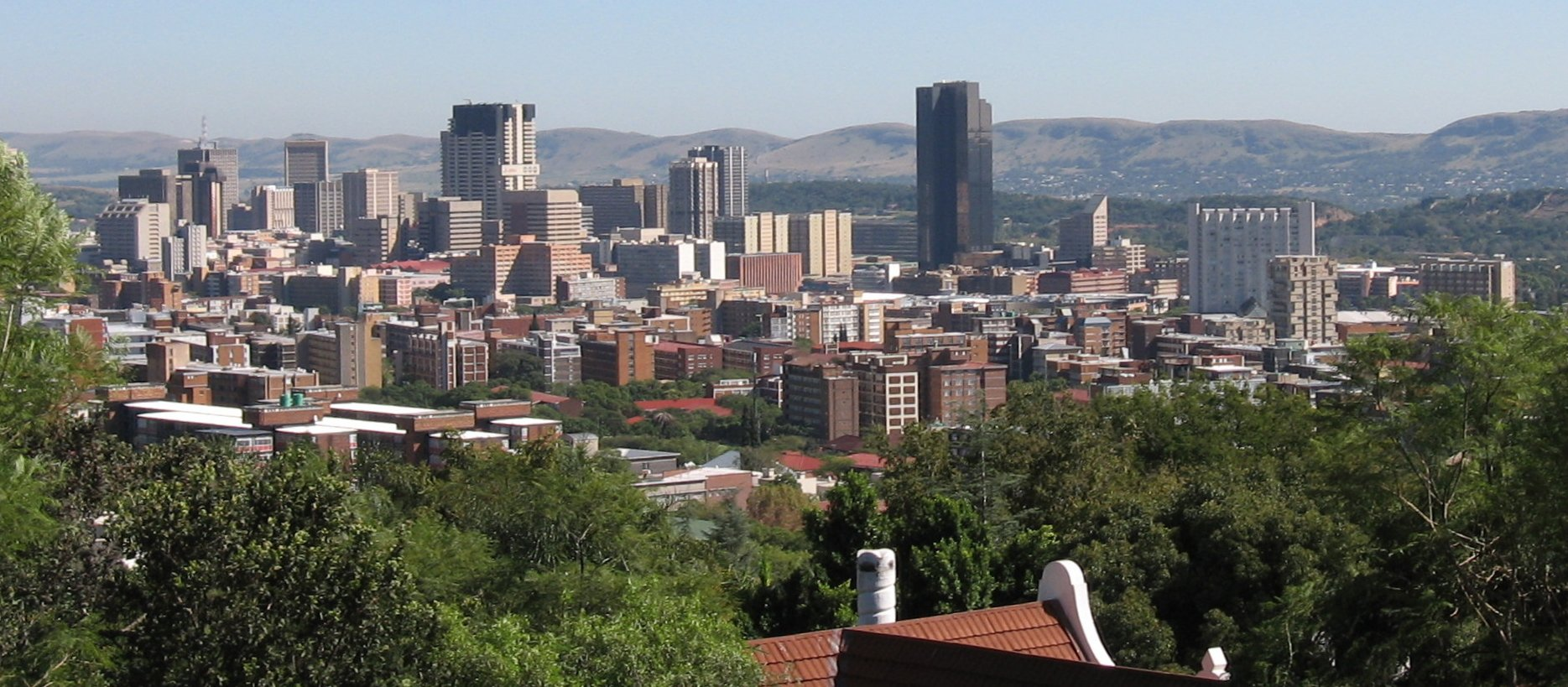
Pretorias Innenstadt

In Pretoria leben 741.651 Menschen, in der Metropolregion Tshwane 2.921.488 (Stand: 2011). Die Volkszählung im Jahr 2011 ergab für Pretoria die folgende ethnische Zusammensetzung: Weiße 52,5 %, Schwarze 42,0 %, Coloured 2,5 %, Inder/Asiaten 1,9 % und Andere 1,2 %.
Im ursprünglichen Stadtgebiet in den Grenzen von vor 2000 bilden weiße Südafrikaner nach wie vor die Bevölkerungsmehrheit, während die Vorstädte Pretorias ganz überwiegend durch andere ethnische Gruppen geprägt werden. So weisen Soshanguve und Atteridgeville eine überwiegend schwarze und Laudium traditionell eine indischstämmige Einwohnermehrheit auf. Sozialer Aufstieg bedingt die zunehmende Mobilität der Einwohner, so dass sich viele indischstämmige Südafrikaner inzwischen in traditionell „weißen“ Vororten niedergelassen haben.
Umgekehrt ist wie fast überall in Südafrika ein Anwachsen der Zahl sozial benachteiligter Weißer, der sogenannten armblankes oder poor whites, zu beobachten. Vor allem Afrikaanssprachigen ohne Berufsausbildung oder mit geringer Qualifikation, die auf dem Arbeitsmarkt mit Niedrigqualifizierten aus anderen Bevölkerungsgruppen konkurrieren, droht die soziale Ausgrenzung durch Arbeitslosigkeit und Armut. Schätzungsweise gibt es im Stadtgebiet etwa achtzig Elendsquartiere, in denen verarmte Weiße in prekären Wohnverhältnissen leben.
Nachdem der seit 2009 amtierende Präsident Jacob Zuma dem weißen Elendsquartier Bethlehem im Westen der Stadt zuvor zweimal einen Besuch abgestattet hatte, übergab er anlässlich des Internationalen Nelson-Mandela-Tages am 18. Juli 2013 Häuser, die im Rahmen des sozialen Wohnungsbaus errichtet wurden, an Bewohner der Siedlung Danville, in der arme Weiße aus Bethlehem ein neues Zuhause finden.

### Jüdische Gemeinde

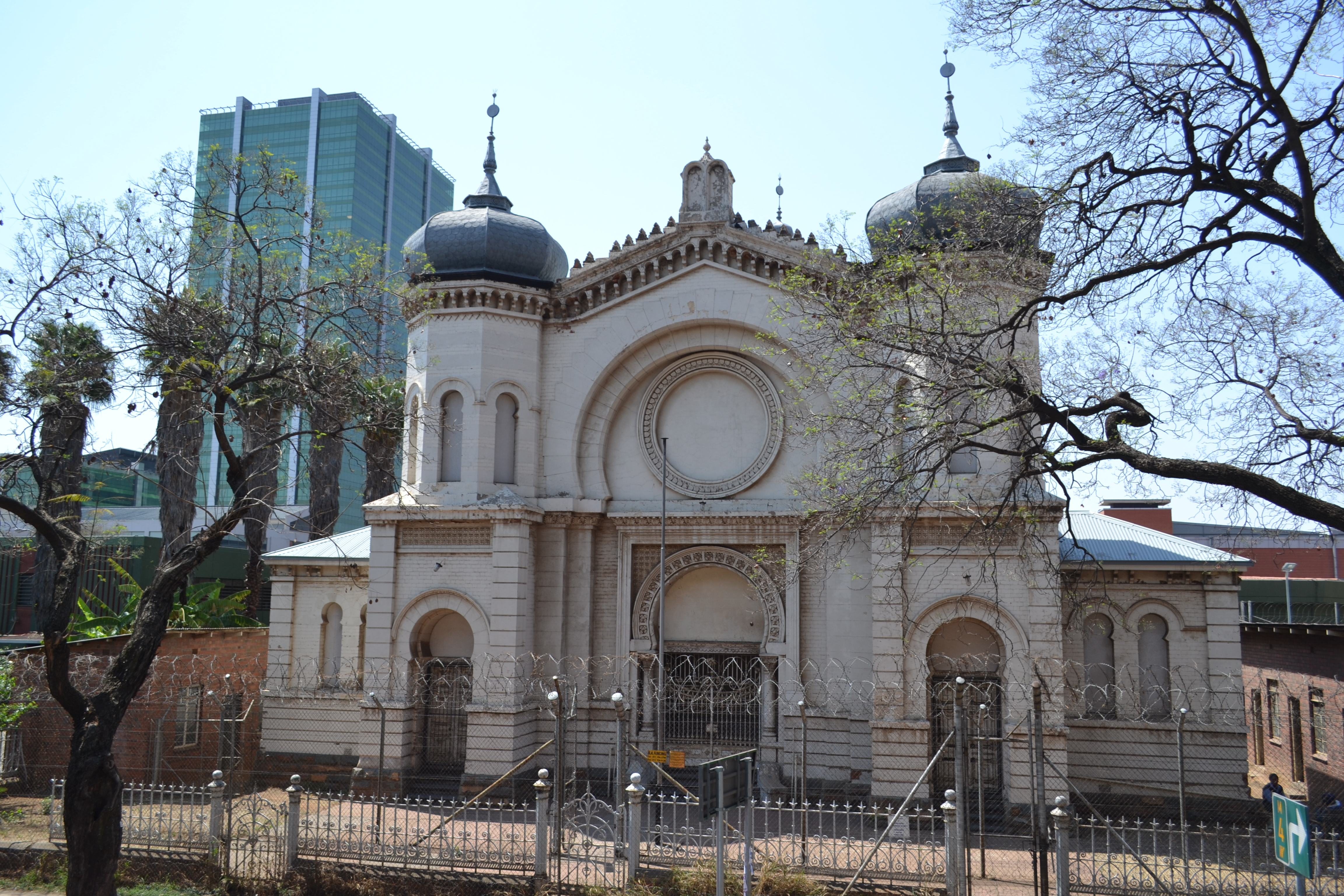
Die Alte Synagoge in der Paul Krugerstraat

Die ersten jüdischen Bürger ließen sich kurz nach der Gründung Pretorias in der Stadt nieder und trugen in den Folgejahren zum wirtschaftlichen und industriellen Aufschwung der Siedlung bei. Der Staatsanwalt De Vries war der erste Pretorianer jüdischen Glaubens. Als angesehener Bürger wurde er in den Volksraad, das Parlament der Südafrikanischen Republik, gewählt und setzte sich für die Anerkennung von Afrikaans als offizieller Sprache anstelle des Niederländischen ein. Eine weitere herausragende Persönlichkeit der jüdischen Gemeinde war Sammy Marks (1843–1920), ein Industrieller und Finanzier litauischer Herkunft, der über England nach Südafrika eingewandert war.
Die meisten jüdischen Einwanderer, die sich in der zweiten Hälfte des 19. Jahrhunderts und im frühen 20. Jahrhundert in Südafrika niederließen, waren aufgrund der sozialen Benachteiligung in ihren Heimatländern, vor allem dem damals russischen Litauen, meist nicht in den Genuss einer umfassenden Bildung gekommen. So waren die Sprachkenntnisse der jüdischen Neuankömmlinge in Pretoria in der Regel auf ihre Muttersprache Jiddisch beschränkt, nur wenige sprachen Englisch oder gar Niederländisch und Afrikaans. Eine erste Beschäftigungsmöglichkeit bot der Einzelhandel. Viele Jiddischsprechende betrieben kleine Läden. Während des Burenkrieges wahrten die meisten jüdischen Pretorianer ihre Neutralität, einzelne Bürger dienten aber als Freiwillige in den Streitkräften der Südafrikanischen Republik und kämpften gegen die Briten.
Die erste Hebräische Gemeinde entstand zwischen 1890 und 1895, die erste Synagoge in der Paul Krugerstraat wurde 1898 eingeweiht. Ein zweites jüdisches Gotteshaus, die Große Synagoge, wurde 1922 errichtet. Beide Synagogen werden heute nicht mehr für jüdische Gottesdienste benutzt. Eine reformierte Synagoge, Temple Menorah, wurde in den frühen 1950er Jahren eingeweiht. Für den Unterricht jüdischer Kinder wurden zwei Schulen errichtet – die Miriam Marks-Schule (1905) und die Carmel-Schule (1959). Nur die letztere besteht auch heute noch und wird gleichzeitig als Gotteshaus genutzt.
Das jüdische Leben in Pretoria erlebte seine Blütezeit im frühen 20. Jahrhundert, als zahlreiche jüdische Sportvereine, Wohlfahrtsorganisationen und Jugendgruppen in der Stadt bestanden. In den Jahren nach 1948 sank die jüdische Bevölkerungszahl durch Umzüge nach Kapstadt und Johannesburg und die Auswanderung nach Israel. Das Grundstück der Synagoge in der Paul Krugerstraat wurde 1952 nach einem durch die südafrikanische Regierung betriebenen Enteignungsverfahren für den Bau des neuen Obersten Gerichtshofes genutzt, einem Gerichtsgebäude, in dem später zahlreiche Prozesse gegen Anhänger der schwarzen Oppositionsbewegung stattfanden, darunter das Treason Trial gegen Nelson Mandela, Walter Sisulu und zahlreiche weitere Personen, die des Hochverrats beschuldigt wurden (1. August 1958 bis 29. März 1961) und der Rivonia-Prozess ab 1963.
Heute zählt die jüdische Gemeinde in Pretoria etwa 3000 Mitglieder. Die örtliche reformierte jüdische Gemeinde teilt sich ihren Rabbi mit der Schwestergemeinde in Johannesburg. Sie verfügt inzwischen nicht mehr über ein eigenes Gotteshaus, so dass Versammlungen in den Privatwohnungen der Gemeindemitglieder stattfinden.

## Kultur und Sehenswürdigkeiten

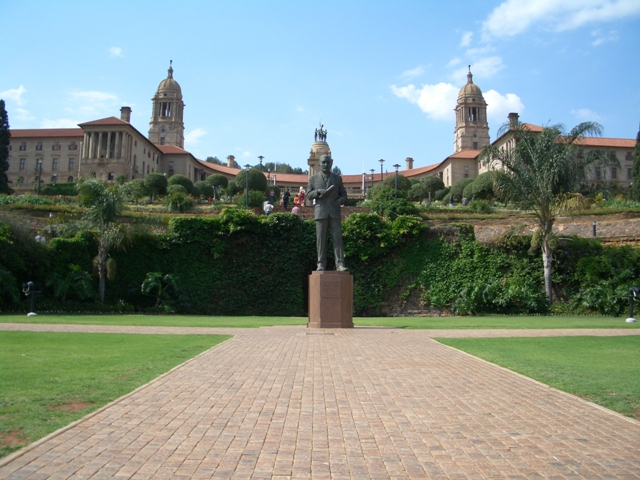
Union Buildings im Zentrum Pretorias

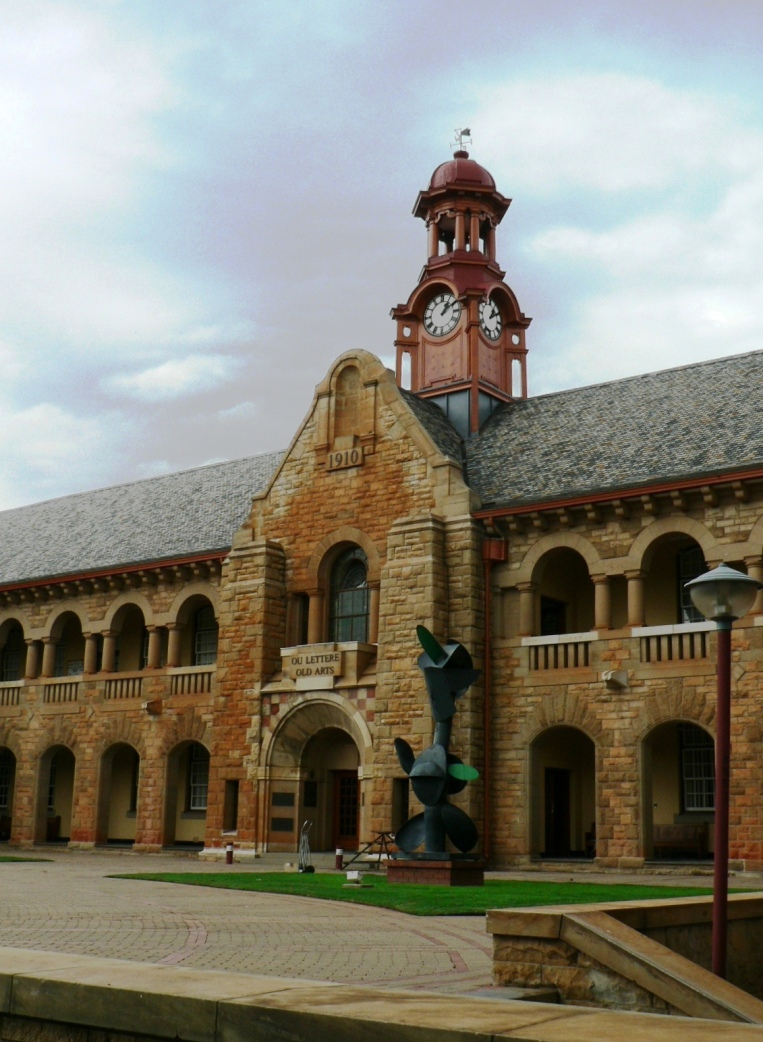
Universität Pretoria

Der Platz Kerkplein (englisch Church Square) ist das historische Zentrum von Pretoria. In der Mitte des Platzes befindet sich das Standbild des ehemaligen Präsidenten Paul Kruger. Mehrere historische und architektonische Sehenswürdigkeiten umgeben den Kerkplein: Der Justisiepaleis (Justizpalast), in dem 1963/64 der historisch bedeutende Rivonia-Prozess stattfand, das Old Capitol Theatre, der Ou Raadsaal (Altes Parlament) und das Hoofposkantoor (Hauptpostamt).
Das Union Buildings im Nordosten der Innenstadt, Regierungssitz von Juli bis Dezember, wurden im klassizistischen Stil aus hellem Sandstein von dem Architekten Sir Herbert Baker erbaut. Der Gebäudekomplex entstand 1910 bis 1913 und ist etwa 275 Meter lang. Im Mai 1994 wurde hier der erste schwarze Präsident der Republik Südafrika, Nelson Mandela, vereidigt.
Das Melrose House, ein Gebäude, das im viktorianischen Stil im Jahr 1886 erbaut wurde, war Schauplatz der Friedensverhandlungen nach dem Zweiten Burenkrieg zwischen Briten und Buren. In ihm wurde 1902 der Frieden von Vereeniging unterzeichnet. Der Strijdomplein ist ein Platz im Zentrum der Stadt, auf dem bis zum Einsturz aufgrund eines baulichen Fehlers im Jahr 1996 die überdimensionierte Büste des einstigen Premierministers Strijdom (1954–1958) stand, nach dem der Platz benannt worden war. Höchstes Bauwerk der Stadt ist der John Vorster Tower, ein 198 Meter hoher Fernsehturm.

### Außerhalb der Stadt
- Botanischer Garten
- Onderstepoort Nature Reserve
- Pioneer Open Air Museum
- Sammy Marks Museum bei Zwartkoppies – das Wohnhaus des südafrikanischen Industriellen Sammy Marks ist als Museum erhalten und zeigt einen Einblick in die Lebenswelt des 19. Jahrhunderts
- Meteoritenkrater Tswaing (Außenstelle des National Cultural History Museum)
- Wonderboom Nature Reserve
- Zoologischer Garten

### Museen
- Fort Klapperkop – eines der drei erhaltenen Forts der Stadt Pretoria – heute ein Museum für Militärgeschichte
- Fort Schanskop – eines der drei erhaltenen Forts der Stadt Pretoria – auf dem Gelände des Voortrekkerdenkmals – heute ein Museum
- Fort West – eines der drei erhaltenen Forts der Stadt Pretoria – heute zusammen mit dem umgebenden Gelände ein Museum
- Krugerhaus – Residenz des ehemaligen Präsidenten der Südafrikanischen Republik Paul Kruger – heute ein Museum
- Melrose House (Vertragsabschluss über das Ende des Zweiten Burenkrieges)
- Museum of Geological Survey (Geologisches Museum)
- National Cultural History Museum mit der Außenstelle des Meteoritenkraters Tswaing
- Ditsong National Museum of Natural History (Naturkundliches Museum)
- Voortrekkerdenkmal – burisches Monument über die Zeit der Besiedlung durch die weißen Siedler

## Wirtschaft und Infrastruktur

### Bildung

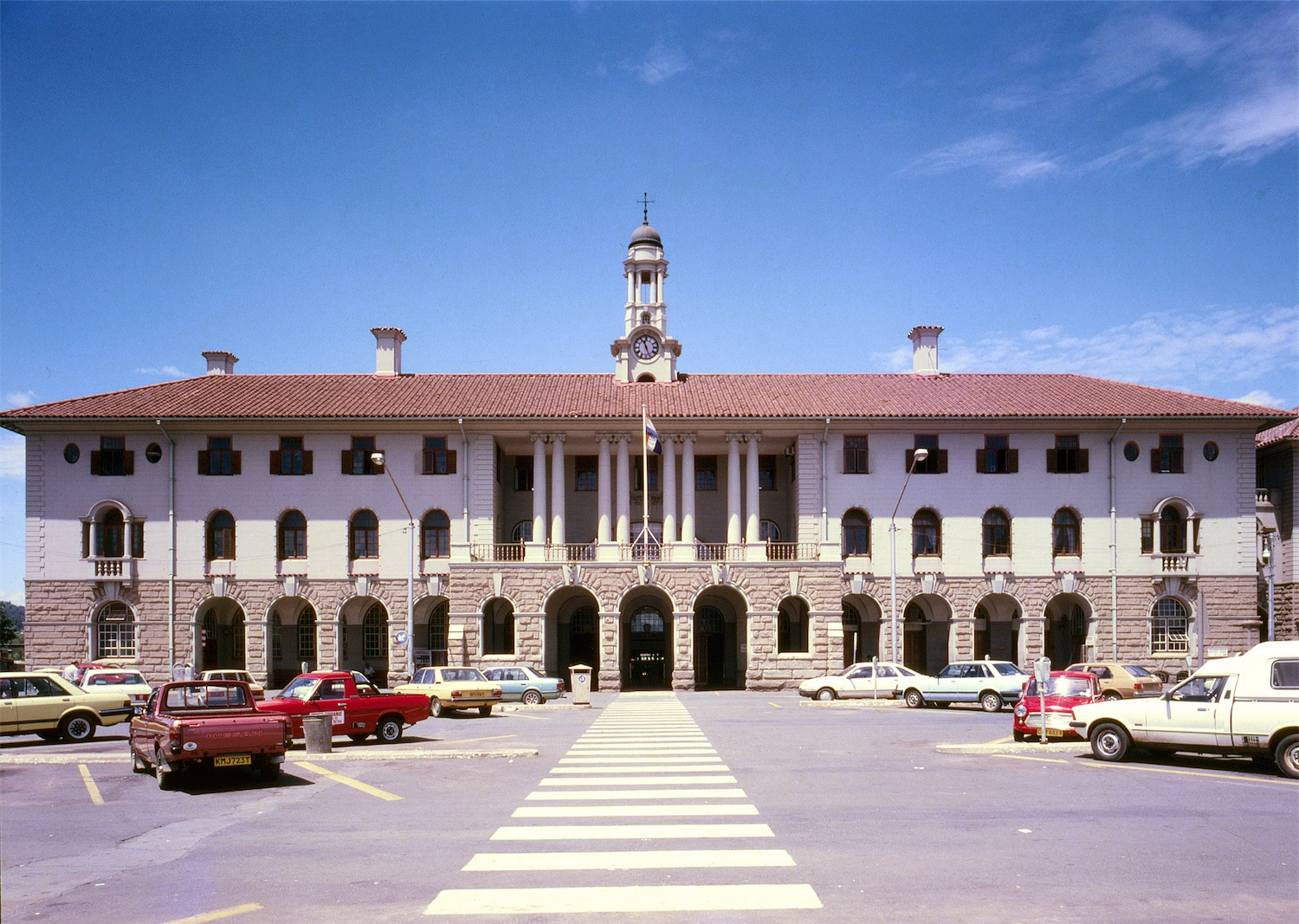
Der Hauptbahnhof von Pretoria

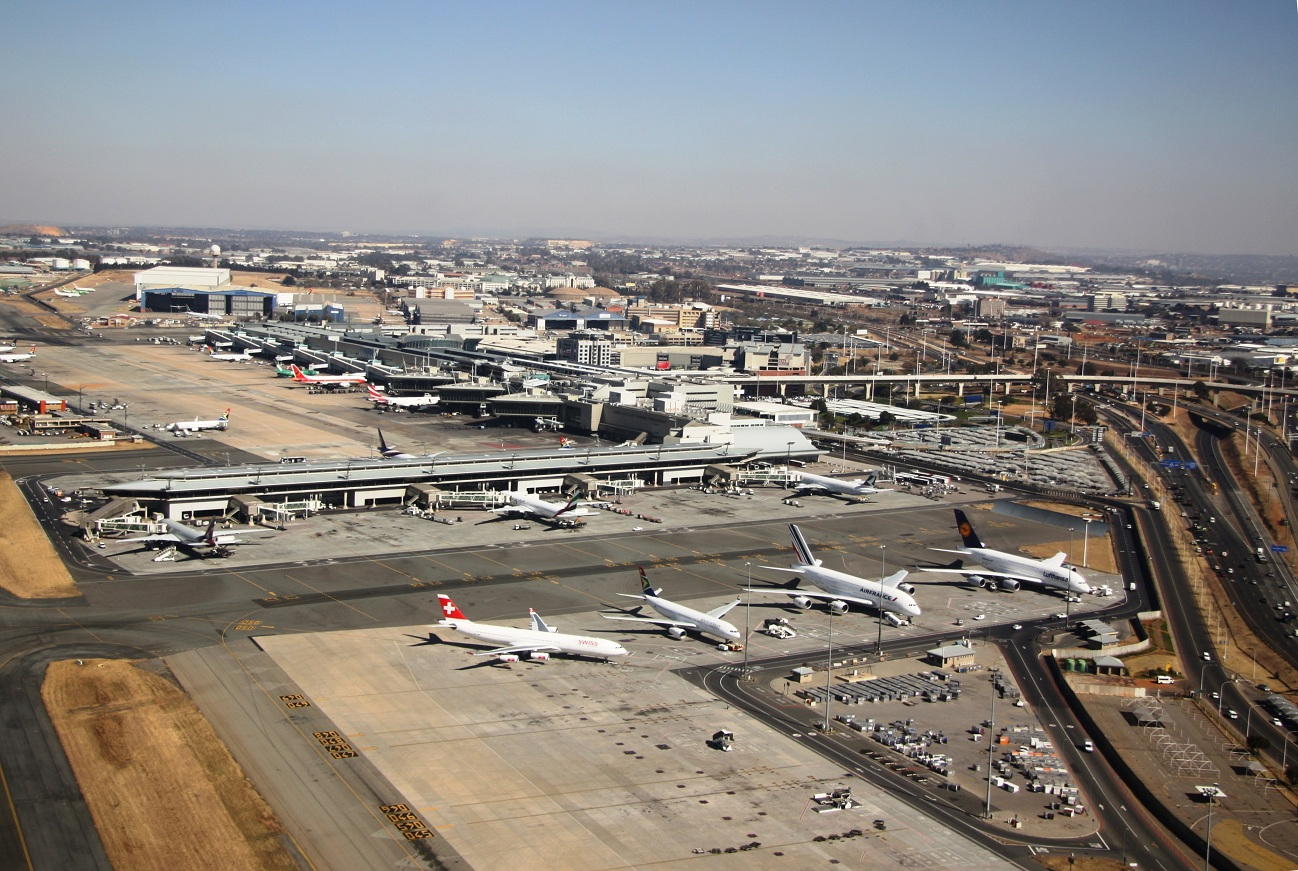
Der nicht auf dem Gebiet von Pretoria liegende zivile Flughafen O. R. Tambo bedient den Ballungsraum um Ekurhuleni, Johannesburg und Pretoria

Pretoria ist eine der führenden Hochschulstädte Südafrikas. Die Stadt beheimatet die Universiteit van Pretoria (Universität von Pretoria) sowie die UNISA (University of South Africa), eine Gesamthochschule und mit über 250.000 Studenten eine der größten Fernuniversitäten der Welt. Die Universiteit van Pretoria gehört zu den Hochschulen, in denen Afrikaans lange Zeit die dominierende Lehrsprache war. Heute ist diese Bildungseinrichtung zweisprachig (Afrikaans und Englisch). In Pretoria befindet sich ein Hauptstandort der Nationalbibliothek von Südafrika sowie die Technische Universität Tshwane und das Human Sciences Research Council.

### Verkehr

#### Flughäfen
Als Pretorias Passagierflughafen fungieren der Flughafen O. R. Tambo (ehemals Johannesburg International Airport), der etwa 45 Kilometer südöstlich der Stadt liegt, sowie der Lanseria International Airport südlich von Pretoria. Der nächstgelegene Flughafen für Fracht- und Privatflugzeuge ist Wonderboom Airport.

#### Bahn
Der Bahnhof Pretoria ist der zentrale Bahnhof der Stadt und liegt am Südrand des Stadtzentrums. Er wird unter anderem von den Zügen im Netz der Metrorail Gauteng bedient, die eine Nahverkehrsverbindung mit Johannesburg und Außenbezirken der City of Tshwane gewährleisten. Am 2. August 2011 wurde Pretoria an das Netz des Gautrain angeschlossen. Es reicht bis zum östlichen Vorort Hatfield. Dieses Hochgeschwindigkeits-Nahverkehrssystem fährt auf einer eigenen Strecke in Normalspur und verbindet die Stadt mit Johannesburg. Der Flughafen O. R. Tambo liegt auf einem weiteren Streckenast und kann mit einem Umstieg erreicht werden.

#### Autobahnen
Die wichtigste Autobahn in Pretoria ist die N1-Ostumfahrung, die Johannesburg mit Polokwane verbindet. Sie führt durch die wohlhabenden östlichen Vororte des Großraums. Die zweite bedeutende Autobahn ist die N4. Sie ist eine gebührenpflichtige Nationalstraße und verbindet Pretoria mit eMalahleni und Maputo (Mosambik) im Osten und Rustenburg und Gaborone (Botswana) im Westen. Weitere Autobahnen im Stadtgebiet sind die N14 Richtung Krugersdorp im Südwesten sowie die R21 zum internationalen Flughafen O. R. Tambo in Kempton Park und die R80 im Nordwesten.

### Wirtschaft
Pretoria ist ein wichtiges Industriezentrum des Landes. Die Schwerindustrie mit Eisen- und Stahlbau sowie der Eisenbahn- und Maschinenbaubranche sind in Pretoria beheimatet. Mehrere Unternehmen der Automobilbranche, etwa BMW und Nissan, haben Produktionsstätten in der Stadt. Außerdem befand sich hier die Hauptverwaltung der früheren South African Iron and Steel Corporation, ISCOR, die nun als ArcelorMittal South Africa größter Hersteller von Stahl im Lande ist. Auch der zu Denel gehörende Munitionshersteller Pretoria Metal Pressings hat hier seinen Sitz. Ferner ist hier Pretoria Portland Cement Ltd. ansässig, die Geschäftsstellen in mehreren afrikanischen Staaten unterhält.
Der 115.000 m² große Menlyn Park ist Pretorias größtes Einkaufszentrum. In diesem Komplex finden sich eine Bühne für Großereignisse und ein Autokino auf dem Dach des Gebäudes.
In Pretoria ist die Ford Motor Company of Southern Africa ansässig, welche einer der wichtigsten Arbeitgeber der Stadt ist. Früher firmierte das Werk unter dem Namen SAMCOR. Ein weiterer Automobilhersteller war die ursprünglich aus Brasilien stammende Marke Puma. Das Unternehmen Advanced Automotive Design produziert Autos in Kleinstserien.

## Sport

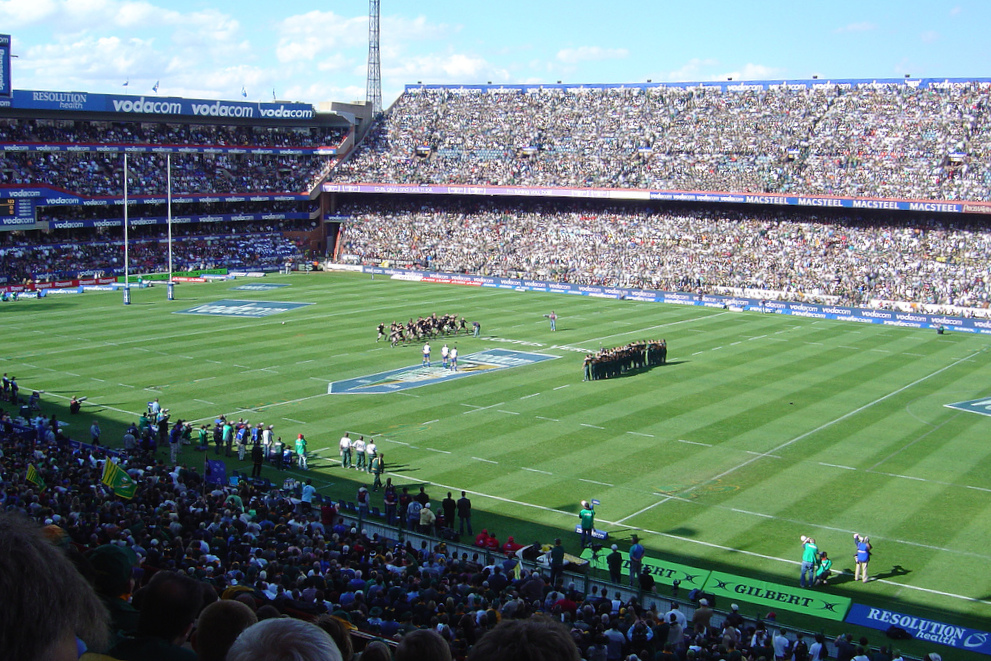
Pretorias Loftus-Versfeld-Stadion

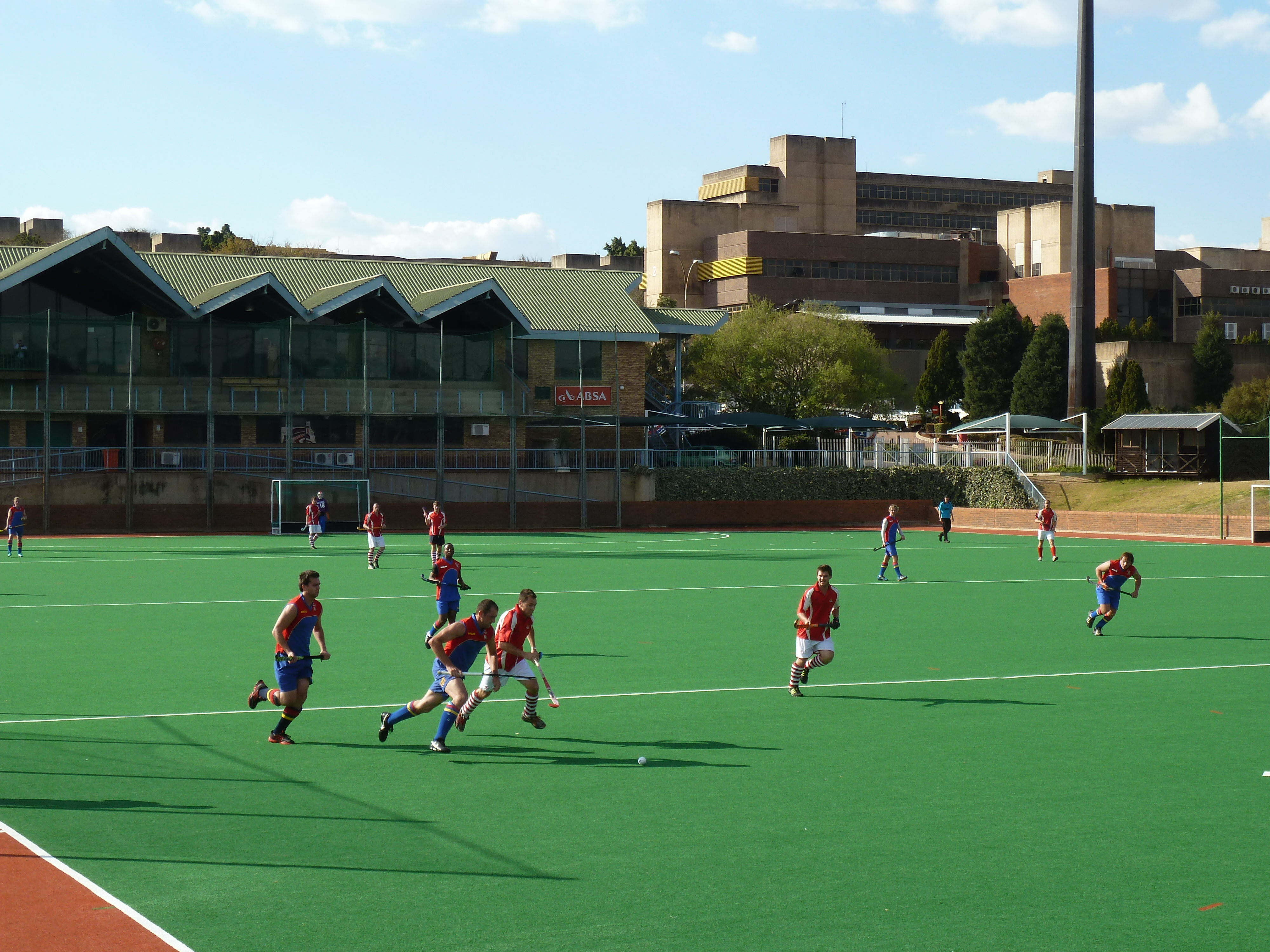
Ein Hockeyspiel auf dem Pretoriakampus der Technische Universität Tshwane

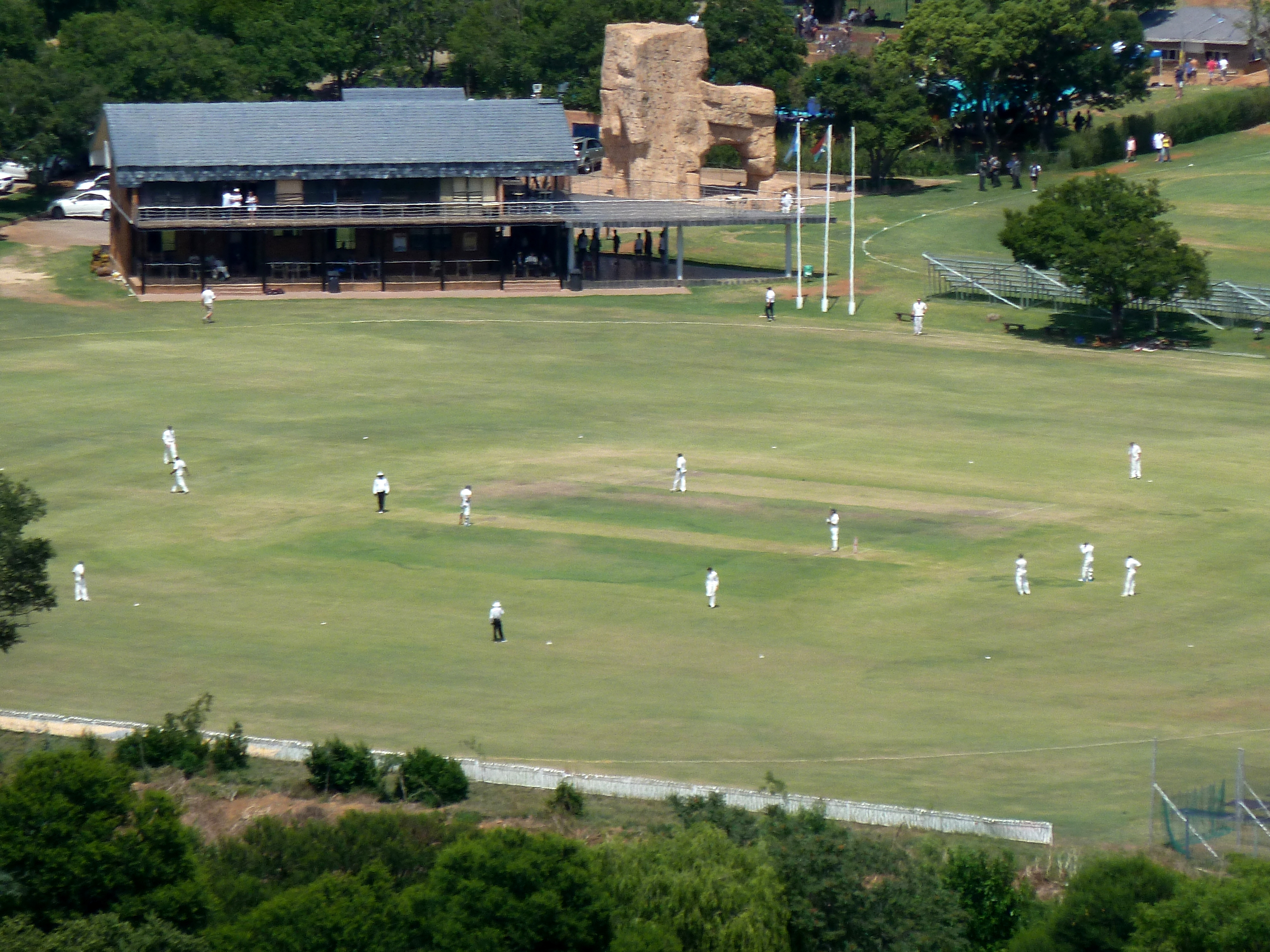
Cricketspiel beim St Alban’s College, Lynnwood Glen, Pretoria

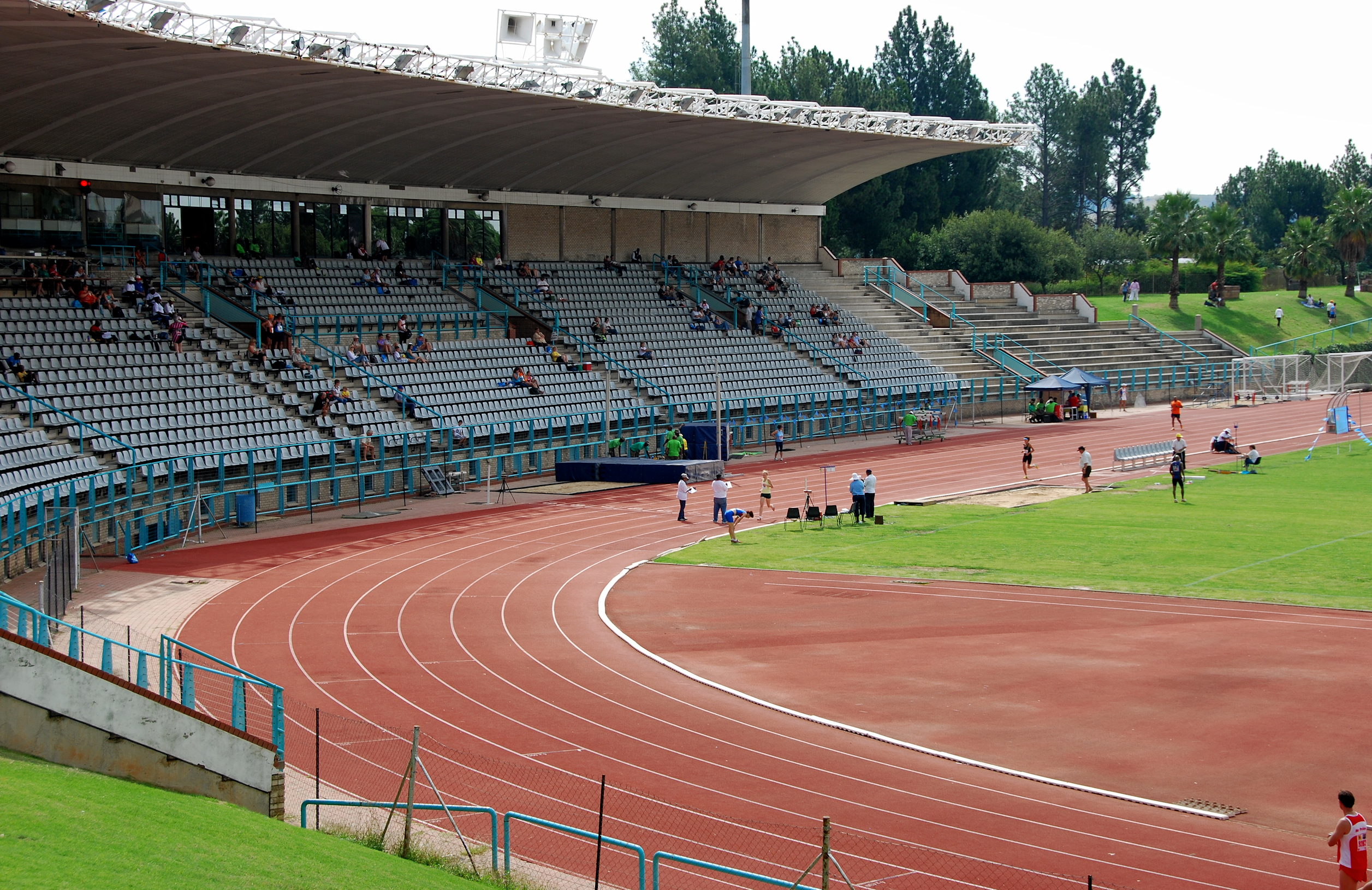
Pilditch ist ein Mehrzweckstadion in Pretoria West

Eine der beliebtesten Sportarten Pretorias ist Rugby Union. Loftus-Versfeld-Stadion ist Heimstadion der Blue Bulls, die am Currie Cup teilnehmen und dient auch den Bulls im internationalen Super-Rugby-Turnier als Heimat. Das Super-Rugby-Franchise, das von den Blue Bulls geleitet wird, gewann die Turniere der Jahre 2007, 2009 und 2010. Daneben beheimatet das Loftus-Versfeld-Stadion die Fußballmannschaft Mamelodi Sundowns.
Pretorias Loftus-Versfeld-Stadion war bereits Austragungsort von Turnieren wie der Rugby-Union-Weltmeisterschaft 1995, dem FIFA-Konföderationen-Pokal 2009 und der Fußball-Weltmeisterschaft 2010.
Pretoria verfügt über drei Fußballmannschaften, die an der höchsten südafrikanischen Liga, der Premier Soccer League (PSL), teilnehmen: Mamelodi Sundowns und SuperSport United. Mamelodi Sundowns ist mit zehn Meistertiteln Rekordmeister und SuperSport United gewann die PSL 2008, 2009 und 2010. Nach der 2011/2012-Saison erhielt der University of Pretoria FC die Lizenz für die PSL.
Cricket ist ebenfalls beliebt in Pretoria und wurde schon zu Zeiten der Südafrikanischen Republik hier gespielt. Da die Stadt über kein internationales Cricketstadion verfügt, beheimatet sie auch keine Partien bei internationalen Turnieren. Stattdessen wird dafür Centurions SuperSport Park verwendet. Hier fanden bereits Partien beim Cricket World Cup 2003, der ICC Champions Trophy 2009 und die Indian Premier League 2009. Das nächstgelegene Franchise-Cricketteam für Pretoria waren die Titans, gelegentlich gastierten auch die Northerns in Pretoria, die später in die Titans integriert wurden. Die Titans spielten im Currie Cup, im One-Day-Cup und der Ram Slam T20 Challenge. Dabei war es in diesen Wettbewerben das erfolgreichste Franchise im südafrikanischen Cricket. Nach dem Ende der Saison 2020/21 wurde das Franchise im Rahmen der Reform des südafrikanischen Crickets aufgelöst. Mehrere Spieler der südafrikanischen Cricket-Nationalmannschaft sind in Pretoria geboren, darunter die früheren Kapitäne AB de Villiers und Faf du Plessis.

## Persönlichkeiten
Söhne und Töchter der Stadt:
- Jacobus Hendrik Pierneef (1886–1957), Maler
- Louis Raymond (1895–1962), Tennisspieler
- Max Theiler (1899–1972), US-amerikanischer Biologe
- Louisa Jaques (1901–1942), südafrikanisch-schweizerische Mystikerin
- Donald McCorkindale (1904–1970), Boxer
- Anna Amelia Obermeyer (1907–2001), Biologin
- Freddie van der Goes (1908–1976), Schwimmerin
- Alexis Preller (1911–1975), Maler
- Lucy Katherine Armitage Chippindall (1913–1992), Botanikerin und Agrostologin
- Ellaphie Ward-Hilhorst (1920–1994), botanische Künstlerin
- Jackie Moggridge (1922–2004), englische Fliegerin und erster weiblicher Flugkapitän
- Glynis Johns (1923–2024), walisische Schauspielerin, Pianistin, Sängerin und Tänzerin
- Nigel Green (1924–1972), Bühnen-, Film- und Fernsehschauspieler
- Moyra Caldecott (1927–2015), Schriftstellerin
- Peter Heine (1928–2005), Cricketspieler
- Daniel Malan Joubert (1928–1994), Tierwissenschaftler und Hochschullehrer
- Seymour Papert (1928–2016), US-amerikanischer Mathematiker
- Gerald Dreyer (1929–1985), Boxer, Olympiasieger
- Luki Botha (1930–2006), Autorennfahrer
- Johnny Hubbard (1930–2018), Fußballspieler
- Tony Maggs (1937–2009), Autorennfahrer
- Willie van Niekerk (1937–2009), Arzt, Politiker und Generaladministrator von Südwestafrika
- Daniel Johannes Botha (* 1939), Botaniker
- Eddie Barlow (1940–2005), Cricketspieler
- Herbert Roy „Tiger“ Lance (1940–2010), Cricketspieler
- Frederik van Zyl Slabbert (1940–2010), Soziologe und Politiker
- Salomon Joubert (1941–2022), Ranger, Naturschutzbiologe und Executive Director des Kruger-Nationalparks
- Ernest Mothle (1941–2011), Jazzmusiker
- Natalie Steward (* 1943), britische Schwimmerin
- Robert Calvert (1945–1988), Dichter, Schauspieler und Musiker
- Michael Levitt (* 1947), Chemie-Nobelpreisträger
- Dikgang Moseneke (* 1947), Jurist
- Andrew Pattison (* 1949), Tennisspieler
- Gerrit Germishuizen (* 1950), Botaniker
- Austin Stevens (* 1950), Dokumentarfilmer und Abenteurer
- John Francis Thackeray (* 1952), Paläoanthropologe
- Gail Kelly (geb. Currer) (* 1956), australische Bankmanagerin
- Roger Michell (1956–2021), Theater-, Film- und Fernsehregisseur
- Pieter C. Zietsman (* 1956), Botaniker
- Carlo Mombelli (* 1960), Jazzmusiker, Komponist und Musikpädagoge
- Markus Jooste (1961–2024), Manager
- Arnold Vosloo (* 1962), Schauspieler
- Damon Galgut (* 1963), Schriftsteller und Dramatiker
- Stefanie Sycholt (* 1963), Regisseurin, Produzentin und Drehbuchautorin
- Tanja Jeschke (* 1964), deutsche Schriftstellerin und Literaturkritikerin
- George Fouché (1965–2023), Autorennfahrer
- Vusi Mahlasela (* 1965), Sänger, Musiker und Komponist
- Corrie Sanders (1966–2012), Boxer
- Ellis Ferreira (* 1970), Tennisspieler
- Elon Musk (* 1971), Unternehmer, Visionär und Erfinder
- Chris Haggard (* 1971), Tennisspieler
- Robert Mogapi Mphiwe (* 1972), römisch-katholischer Bischof
- Kimbal Musk (* 1972), Unternehmer
- Sharlto Copley (* 1973), Produzent, Schauspieler und Regisseur
- Gerald Kyd (* 1973), britischer Schauspieler
- Johan Botha (* 1974), Mittelstreckenläufer
- Tosca Musk (* 1974), Filmemacherin
- Werner Lupberger (* 1975), Autorennfahrer
- Marcel Laponder (* 1978), Biathlet
- Marissa van der Merwe (* 1978), Radrennfahrerin
- Roland Schoeman (* 1980), Schwimmer
- Richard Sterne (* 1981), Golfspieler
- Hendrik De Villiers (* 1981), Triathlet
- Fourie du Preez (* 1982), Rugbyspieler
- Karin Melis Mey  (* 1983), südafrikanisch-türkische Weitspringerin
- Gerhard Zandberg (* 1983), Schwimmer
- Chanelle Scheepers (* 1984), Tennisspielerin
- AB de Villiers (* 1984), Cricketspieler
- Bianca Kriel (1985), Schauspielerin
- Ashleigh Moolman (* 1985), Radrennfahrerin
- Pierre Spies (* 1985), Rugbyspieler
- Deon Fourie (* 1986), Rugby-Union-Spieler
- Neil Wagner (* 1986), neuseeländischer Cricketspieler
- Richie Berrington (* 1987), schottischer Cricketspieler
- An-Li Kachelhoffer (* 1987), Radrennfahrerin
- Chris Morris (* 1987), Cricketspieler
- Carina Nel (* 1988), Schauspielerin
- Tucker Vorster (* 1988), Tennisspieler
- Rassie van der Dussen (* 1989), Cricketspieler
- Jennifer Fry (* 1989), Badmintonspielerin
- Mignon du Preez (* 1989), Cricketspielerin
- Cherise Taylor (* 1989), Radrennfahrerin
- Heinrich Klaasen (* 1991), Cricketspieler
- Michelle Williams (* 1991), kanadische Schwimmerin
- Emile Erasmus (* 1992), Sprinter
- Louis Meintjes (* 1992), Radrennfahrer
- Dané van Niekerk (* 1993), Cricketspielerin
- Pieter Conradie (* 1994), Sprinter
- Johannes Pretorius (* 1994), Hürdenläufer
- Kimberley Le Court de Billot (* 1996), mauritische Radrennfahrerin
- Suné Luus (* 1996), Cricketspielerin
- Keagan Girdlestone (* 1997), Radrennfahrer
- Burger Lambrechts (* 1998), Kugelstoßer
- Elmar Schutte (* 1999), Stabhochspringer
- Zenéy Geldenhuys (* 2000), Leichtathletin
- Nadine de Klerk (* 2000), Cricketspielerin
- Evan Roos (* 2000), Rugby-Union-Spieler
- Reinhard Venter (* 2001), Eishockeyspieler
- Antonie Nortje (* 2002), Sprinter
- Benjamin Richardson (* 2003), Sprinter
- Wendy Shongwe (* 2003), Fußballspielerin